# Starszy chorąży Służby Więziennej
Starszy chorąży Służby Więziennej (st. chor. SW) – stopień w Służbie Więziennej, odpowiednik stopnia starszego chorążego w Siłach Zbrojnych RP.
Wzory dystynkcji starszego chorążego SW zostały określone w rozporządzeniu ministra sprawiedliwości z dnia 7 lutego 2011 w sprawie umundurowania funkcjonariuszy Służby Więziennej.